# Un, deux, trois, nous irons au bois
Un, deux, trois, nous irons au bois, aussi intitulée Un, deux, trois, allons dans les bois, Un, deux, trois, je m'en vais au bois ou Un, deux, trois, est une comptine populaire francophone. 

## Historique
Cette chanson d'enfants est déjà connue au XIXe siècle. Elle figure dans le folklore de la France, de la Belgique, de la Suisse romande, du Canada (Québec, Nouveau-Brunswick), de la Louisiane.

## Paroles[6]
Les paroles de cette chanson appartiennent au domaine public. La version la plus connue est la suivante :
1, 2, 3

Nous irons au bois ; [Var. : Allons dans les bois ;] 

4, 5, 6

Cueillir des cerises ;

7, 8, 9

Dans mon panier neuf ; [Var. : Mon panier plein d'œufs ;] 

10, 11, 12

Elles seront toutes rouges !
De nombreuses variantes existent, notamment par l'utilisation de la première personne du singulier (« je ») à la place du pluriel (« nous »).

On trouve dans le Hainaut belge des versions se poursuivant ainsi : 
13, 14, 15

Ce s'ra pour le prince ;

16, 17, 18

Il préfère les huîtres.
Ou en Vendée :
Vinaigre tout aigre

Verjus tout cru.

## Commentaires
Cette comptine classique repose sur le principe de la rime avec les chiffres qu'on énumère. 
Elle constitue un moyen mnémotechnique ludique pour apprendre à compter aux jeunes enfants.

## Discographie
- 2001 : 1, 2, 3 sur l'album Contes, comptines et autres chants de etc... du Roi des papas (version parodique)